# World Series of Poker 2007

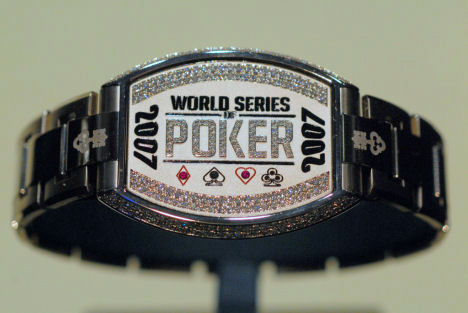
Il braccialetto di campione del Main Event 2007 vinto da Jerry Yang.

Le World Series of Poker 2007 furono la trentottesima edizione della manifestazione. Si tennero dal 1º giugno al 17 luglio presso il casinò Rio All Suite Hotel and Casino di  Las Vegas.
Il vincitore del Main Event fu Jerry Yang.

## Eventi preliminari
| Evento                                                            | Vincitore               | Premio     | Ultimo giocatore eliminato |
| ----------------------------------------------------------------- | ----------------------- | ---------- | -------------------------- |
| $5.000 World Championship Mixed Hold'em (limit/no limit)          | Steve Billirakis        | $536.287   | Greg Mueller               |
| $500 Casino Employee's No Limit Hold'em                           | Frederick Narciso       | $104.701   | Charles Fisher             |
| $1.500 No Limit Hold'em                                           | Ciaran O'Leary          | $727.012   | Paul Evans                 |
| $1.500 Pot Limit Hold'em                                          | Mike Spegal             | $252.290   | Gavin Smith                |
| $2.500 Omaha / Seven Card Stud Hi/Lo 8 or better                  | Tom Schneider           | $214.347   | Ed Tonnellier              |
| $1.500 Limit Hold'em                                              | Gary Styczynski         | $280.715   | Varouzhan Gumroyan         |
| $5.000 Pot Limit Omaha con rebuy                                  | Burt Boutin             | $868.745   | Erik Cajelais              |
| $1.000 No Limit Hold'em con rebuy                                 | Michael Chu             | $585.744   | Tommy Vu                   |
| $1.500 Omaha Hi/Lo Split 8 or better                              | Aleksandr Kravčenko     | $228.446   | Bryan Devonshire           |
| $2.000 No Limit Hold'em                                           | Will Durkee             | $566.916   | Todd Terry                 |
| $5.000 World Championship Seven Card Stud                         | Chris Reslock           | $258.453   | Phil Ivey                  |
| $1.500 No Limit Hold'em shorthanded                               | Jason Warner            | $481.698   | David Zeitlin              |
| $5.000 World Championship Pot Limit Hold'em                       | Allen Cunningham        | $487.287   | Jeff Lisandro              |
| $1.500 Seven Card Stud                                            | Michael Keiner          | $146.987   | Nesbitt Coburn             |
| $1.500 No Limit Hold'em                                           | Phil Hellmuth           | $637.254   | Andy Philachack            |
| $2.500 H.O.R.S.E.                                                 | James Richburg          | $239.503   | Walter Browne              |
| $1.000 World Championship Ladies No Limit Hold'em                 | Sally Boyer             | $262.077   | Anne Heft                  |
| $5.000 World Championship Limit Hold'em                           | Saro Getzoyan           | $333.379   | Geoff Sanford              |
| $2.500 No Limit Hold'em                                           | Francois Safieddine     | $521.785   | John Phan                  |
| $2.000 Seven card stud Hi/Lo 8 or Better                          | Ryan Hughes             | $176.358   | Min Lee                    |
| $1.500 No Limit Hold'em Shootout                                  | Don Baruch              | $264.107   | Jared Davis                |
| $5.000 No Limit Hold'em                                           | James Mackey            | $730.740   | Stuart Fox                 |
| $1.500 Pot Limit Omaha                                            | Scott Clements          | $194.206   | Eric Lynch                 |
| $3.000 World Championship Seven Card Stud Hi/Lo Split 8 or Better | Eli Elezra              | $198.984   | Scotty Nguyen              |
| $2.000 No Limit Hold'em                                           | Ben Ponzio              | $599.467   | David Hewitt               |
| $5.000 H.O.R.S.E.                                                 | Ralph Schwartz          | $275.683   | Bill Gazes                 |
| $1.500 No Limit Hold'em                                           | David Stucke            | $603.069   | Young Cho                  |
| $3.000 No Limit Hold'em                                           | Shankar Pillai          | $527.829   | Beth Shak                  |
| $1.500 Seven Card Razz                                            | Katja Thater            | $132.653   | Larry St. Jean             |
| $2.500 No Limit Hold'em Shorthanded                               | Hoyt Corkins            | $515.065   | Terrence Chan              |
| $5.000 World Championship Heads Up No Limit Hold'em               | Dan Schreiber           | $425.594   | Mark Muchnik               |
| $2.000 Seven Card Stud                                            | Jeff Lisandro           | $118.426   | Nick Frangos               |
| $1.500 Pot Limit Omaha con rebuy                                  | Alan Smurfit            | $464.867   | Qushqar Morad              |
| $3.000 Limit Hold'em                                              | Alexander Borteh        | $225.483   | Brandon Wong               |
| $1.500 No Limit Hold'em                                           | Ryan Young              | $615.955   | Dustin Dirksen             |
| $5.000 World Championship Omaha Hi/Lo Split 8 or better           | John Guth               | $363.216   | Robert Stevanovski         |
| $2.000 Pot Limit Hold'em                                          | Greg Hopkins            | $269.274   | Jason Newburger            |
| $1.500 No Limit Hold'em                                           | Robert Cheung           | $673.628   | Richard Murnick            |
| $50.000 World Championship H.O.R.S.E.                             | Freddy Deeb             | $2.276.832 | Bruno Fitoussi             |
| $1.500 Mixed Hold'em (limit/no limit)                             | Fred Goldberg           | $204.935   | Rene Mouritsen             |
| $1.000 World Championship Seniors No Limit Hold'em                | Ernest Bennett          | $348.423   | Tony Korfman               |
| $1.500 Pot Limit Omaha Hi/Lo Split 8 or better                    | Lukasz Dumanski         | $227.454   | David Bach                 |
| $2.000 Limit Hold'em                                              | Saif Ahmad              | $217.329   | William Jensen             |
| $2.000 Omaha Hi/Lo Split                                          | Frankie O'Dell          | $240.057   | Thang Luu                  |
| $5.000 No Limit Hold'em Shorthanded                               | Bill Edler              | $904.672   | Alex Bolotin               |
| $1.000 Seven Card Stud Hi/Lo 8 or better                          | Tom Schneider           | $147.713   | Hoyt Verner                |
| $2.000 No Limit Hold'em                                           | Blair Rodman            | $707.898   | Amato Galasso              |
| $1.000 Limit 2-7 Triple Draw Lowball con rebuy                    | Rafi Amit               | $227.005   | Lenny Martin               |
| $1.500 No Limit Hold'em                                           | Chandrasekhar Billavara | $722.914   | Taylor Douglas             |
| $10.000 World Championship Pot Limit Omaha                        | Robert Mizrachi         | $768.889   | Rene Mouritsen             |
| $1.000 S.H.O.E.                                                   | Dao Bac                 | $157.975   | Adam Geyer                 |
| $1.000 No Limit Hold'em con rebuy                                 | Michael Graves          | $742.121   | Theo Tran                  |
| $1.500 Limit Hold'em Shootout                                     | Ram Vaswani             | $217.438   | Andy Ward                  |
| $5.000 World Championship 2-7 Draw Lowball con rebuy              | Erik Seidel             | $538.835   | Chad Brown                 |

## Main Event

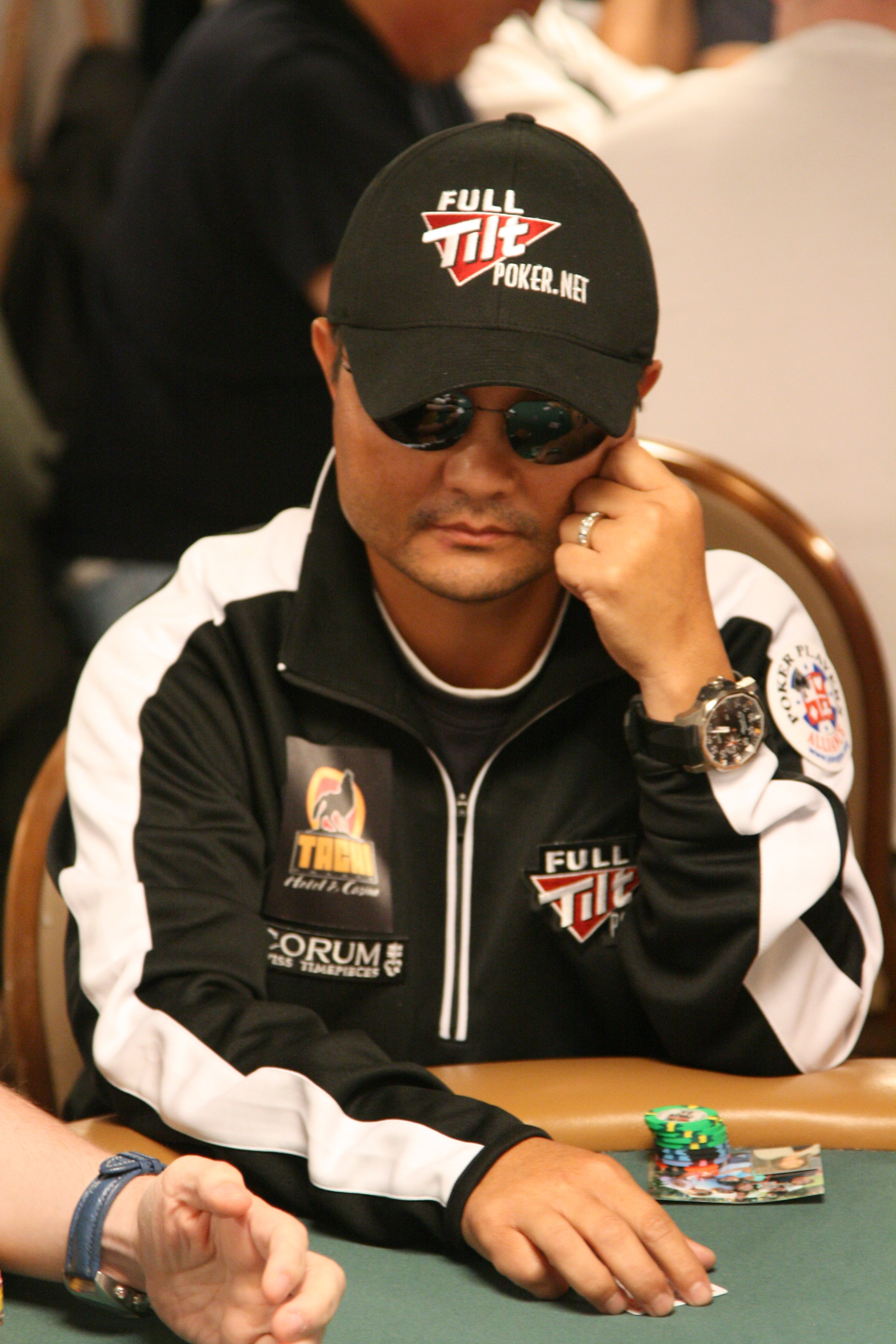
Jerry Yang, vincitore del Main Event

I partecipanti al Main Event furono 6.358. Ciascuno di essi pagò un buy-in di 10.000 dollari. Tuttavia alcuni partecipanti ebbero accesso al Main Event grazie alla vittoria in alcuni tornei on-line di qualificazione.
L'importo totale del montepremi fu di 59.784.954 dollari

### Tavolo finale
| Piazzamento | Nome                | Premio     |
| ----------- | ------------------- | ---------- |
| 1°          | Jerry Yang          | $8.250.000 |
| 2°          | Tuan Lam            | $4.840.981 |
| 3°          | Raymond Rahme       | $3.048.025 |
| 4°          | Aleksandr Kravčenko | $1.852.721 |
| 5°          | Jon Kalmar          | $1.255.069 |
| 6°          | Hevad "Rain" Khan   | $956.243   |
| 7°          | Lee Childs          | $705.229   |
| 8°          | Lee Watkinson       | $585.699   |
| 9°          | Philip Hilm         | $525.934   |